# Fotomorfogenesi
La fotomorfogenesi è il processo mediante il quale la luce regola la crescita e lo sviluppo delle piante attraverso fotorecettori molecolari (principalmente fitocromo, criptocromo, zeaxantina) indipendenti dall'attività fotosintetica. Lo sviluppo delle piante al buio è detto invece scotomorfogenesi. 
La fotomorfogenesi è in genere studiata utilizzando camere di crescita con sorgenti luminose aventi uno spettro ben conosciuto e regolabile. Da non confondere con il fototropismo che è la risposta, mediante accrescimento per distensione cellulare, ad uno stimolo di luce indirizzata.
| Controllo di autorità | GND (DE) 4174525-5 |